# Euroclio
EuroClio, der Europäische Verband der Geschichtslehrerverbände (European Association of History Educators), ist ein Zusammenschluss von 84 Verbänden aus 47 Ländern (2019; nicht alle aus Europa). Dazu gehören viele nationale Verbände, darunter der Verband der Geschichtslehrer Deutschlands, sowie weitere geschichtspädagogische Einrichtungen.
Als Dachverband hat er sich zum Ziel gesetzt, die historische Bildung mit innovativer Methodik europaweit zu verbessern und damit einen Beitrag zur Festigung der Demokratie zu leisten. Betont werden Multiperspektivität, kritisches Denken, gegenseitiger Respekt und die Aufnahme kontroverser Themen in die Curricula. Die Aufnahme und Pflege internationaler Kontakte und das Gespräch zwischen verschiedenen Religionen und Konfessionen haben dabei eine zentrale Bedeutung. Ein aktuelles Projekt ist die Gestaltung der Website Historiana mit multiperspektivischem Material zu vielen Themen der Geschichte.
Der Dachverband wurde 1992/3 gegründet, das Sekretariat besteht in Den Haag. Er arbeitet mit dem Europarat, der Europäischen Union, der OSZE, der UNESCO und mit nationalen und regionalen Regierungen und anderen auf historische Bildung hin ausgerichteten Vereinigungen zusammen, so mit der Anne Frank Foundation der Niederlande, der Körber-Stiftung und dem Georg-Eckert-Institut. Die Finanzierung erfolgt über Projektmittel für die genannten Zwecke. Die Jahreskongresse mit der Hauptversammlung und Wahl des fünfköpfigen Vorstands inkl. des Präsidenten finden in der Regel in wechselnden europäischen Ländern statt; 2022 zum 28. Mal in Bologna (Italien).